# Lijst van nummer 1-hits in de Verrukkelijke 15 in 2025
Deze nummers stonden in 2025 op nummer 1 in de Verrukkelijke 15.
| Nummer | Datum        | Artiest              | Titel                                      |
| ------ | ------------ | -------------------- | ------------------------------------------ |
| 237    | 5 januari    | Krezip & Danny Vera  | It All Means Nothing (You're Not Here Now) |
| 238    | 12 januari   | Michael Kiwanuka     | One And Only                               |
| 239    | 19 januari   | Son Mieux            | Have a Little Faith                        |
| 240    | 26 januari   | DeWolff              | Let's Stay Together                        |
| 241    | 2 februari   | Lola Young           | Messy                                      |
|        | 9 februari   | Lola Young           | Messy                                      |
| 242    | 16 februari  | Sade                 | Young Lion                                 |
|        | 23 februari  | Sade                 | Young Lion                                 |
|        | 2 maart      | Sade                 | Young Lion                                 |
| 243    | 9 maart      | Blaudzun             | Kayo                                       |
|        | 16 maart     | Blaudzun             | Kayo                                       |
| 244    | 23 maart     | Racoon               | Bring Me My Horse                          |
| 245    | 30 maart     | Young Gun Silver Fox | Stevie & Sly                               |
| 246    | 6 april      | Micha                | Hopeful                                    |
|        | 13 april     | Micha                | Hopeful                                    |
| 245    | 20 april     | Young Gun Silver Fox | Stevie & Sly                               |
|        | 27 april     | Young Gun Silver Fox | Stevie & Sly                               |
|        | 4 mei        | Young Gun Silver Fox | Stevie & Sly                               |
| 241    | 11 mei       | Lola Young           | Messy                                      |
| 242    | 18 mei       | Son Mieux            | It's Only Love                             |
|        | 25 mei       | Son Mieux            | It's Only Love                             |
| 243    | 1 juni       | Pearl Jam            | Future Days                                |
|        | 8 juni       | Pearl Jam            | Future Days                                |
|        | 15 juni      | Pearl Jam            | Future Days                                |
| 244    | 22 juni      | Danny Vera           | Morning Dawns Again                        |
|        | 29 juni      | Danny Vera           | Morning Dawns Again                        |
|        | 6 juli       | Danny Vera           | Morning Dawns Again                        |
| 245    | 13 juli      | Bruce Springsteen    | Sunday Love                                |
|        | 20 juli      | Bruce Springsteen    | Sunday Love                                |
|        | 27 juli      | Bruce Springsteen    | Sunday Love                                |
|        | 3 augustus   | Bruce Springsteen    | Sunday Love                                |
|        | 10 augustus  | Jack Jarryd          | Guilty pleasure                            |
|        | 17 augustus  |                      |                                            |
|        | 24 augustus  |                      |                                            |
|        | 31 augustus  |                      |                                            |
|        | 7 september  |                      |                                            |
|        | 14 september |                      |                                            |
|        | 21 september |                      |                                            |
|        | 28 september |                      |                                            |
|        | 5 oktober    |                      |                                            |
|        | 12 oktober   |                      |                                            |
|        | 19 oktober   |                      |                                            |
|        | 26 oktober   |                      |                                            |
|        | 2 november   |                      |                                            |
|        | 9 november   |                      |                                            |
|        | 16 november  |                      |                                            |
|        | 23 november  |                      |                                            |
|        | 30 november  |                      |                                            |
|        | 7 december   |                      |                                            |
|        | 14 december  |                      |                                            |